# 杨伟民
杨伟民（1956年11月10日—），男，汉族，吉林人，中华人民共和国政治人物，曾任国家发改委秘书长，中央财经领导小组办公室副主任。现任第十三届全国政协常委，全国政协经济委员会副主任。